# Moulin à huile communal du Barroux
L’ancien moulin à huile du Barroux est un moulin bâti en 1792.

## Histoire
Alors que le dernier seigneur du Barroux refuse d'ouvrir son moulin aux habitants de la commune, en 1790, la municipalité décide le réaménagement d'une ancienne boucherie du village, pour la transformer en moulin communal. Agrandi en 1793, il fonctionna jusqu'en 1853. 
L'ancien moulin fait l’objet d’une inscription au titre des monuments historiques depuis le 19 juillet 2006.

## Construction
Situé au rez-de-chaussée d'un immeuble, il est composé de deux salles, voûtées. La première héberge le mécanisme du moulin, du type « moulin à sang », avec une meule. La seconde contient plusieurs pressoirs à bras.